# Felix McGrath
Charles Felix McGrath (Princeton, 13 marzo 1963) è un allenatore di sci alpino ed ex sciatore alpino statunitense, vincitore della Nor-Am Cup nel 1985 e nel 1988.

## Biografia

### Carriera sciistica
Specialista delle prove tecniche originario di Norwich, McGrath ottenne il primo piazzamento di rilievo in Coppa del Mondo il 20 marzo 1985 a Park City in slalom speciale (13º) e in quella stessa stagione 1984-1985 vinse la sua prima Nor-Am Cup. Convocato per i Mondiali di Crans-Montana 1987, giunse 10º nello speciale vinto dal tedesco occidentale Frank Wörndl e 13º nella combinata, suo unici piazzamenti iridati.
Ai XV Giochi olimpici invernali di Calgary 1988, sua unica partecipazione olimpica, fu 13º nello slalom gigante e non concluse né lo slalom speciale né la combinata. Nello stesso anno, il 19 marzo, ottenne a Åre l'unico podio in Coppa del Mondo di carriera, sempre in slalom speciale (2º alle spalle dell'italiano Alberto Tomba per 22 centesimi di secondo), e vinse la sua seconda Nor-Am Cup. L'8 marzo 1990 ottenne l'ultimo piazzamento della sua attività agonistica arrivando 14º nello slalom speciale di Coppa del Mondo disputato a Geilo.

### Carriera da allenatore
Dopo il ritiro si stabilì a Waterville Valley e divenne allenatore della squadra di sci dell'Università del Vermont e, in seguito, primo allenatore della Nazionale di sci alpino della Norvegia femminile. È padre di Atle Lie, a sua volta sciatore alpino.

## Palmarès

### Coppa del Mondo
- Miglior piazzamento in classifica generale: 15º nel 1988
- 1 podio (in slalom speciale):
  - 1 secondo posto

### Nor-Am Cup
- Vincitore della Nor-Am Cup nel 1985[2] e nel 1988[senza fonte]
- Vincitore della classifica di slalom gigante nel 1988[senza fonte]
- Vincitore della classifica di slalom speciale nel 1985[2] e nel 1988[senza fonte]

### Campionati statunitensi
- 6 medaglie (dati parziali)
  - 5 ori[senza fonte] (tra i quali: slalom speciale[2] nel 1985; slalom gigante[6] nel 1987; slalom speciale[7] nel 1989)
  - 1 argento (slalom speciale[6] nel 1987)